# Jelcz M125M/4 CNG
Jelcz M125M/4 CNG – autobus miejski, produkowany w latach 2003-2006 przez polską firmę Jelcz w Jelczu-Laskowicach. Pozostawał w ofercie firmy do 2008 roku.

## Historia modelu
Jest to odmiana modelu rodziny M125x Vecto wyposażona w zasilany gazem CNG silnik MAN E2866 DUH03 o mocy maksymalnej 180 kW (245 KM). Pierwszy egzemplarz zaprezentowany został w 2003 na targach Transexpo w Kielcach.
Na dachu tego modelu znajduje się 9 kompozytowych zbiorników przeznaczonych na gaz, jako że masa M125M/4 jest o prawie 2 tony większa niż modelu wyposażonego w silnik Diesla, postanowiono wyposażyć ten pojazd w przednią oś portalową MAN VOK-07B w miejsce polskiej osi portalowej Jelcz 65N, stosowanej w innych niskopodłogowych modelach tej marki.
Wyprodukowano 11 sztuk tego modelu:
- 2003 – 1 sztuka
- 2004 – 8 sztuk
- 2005 – 1 sztuka
- 2006 – 1 sztuka

Wszystkie wyprodukowane pojazdy trafiły do MPK Rzeszów.